# Ponte Giacomo Matteotti
Ponte Giacomo Matteotti (forma abbreviata: ponte Matteotti), già ponte del Littorio, è un ponte che collega il lungotevere Arnaldo da Brescia a piazza delle Cinque Giornate, a Roma, nel rione Prati e nei quartieri Flaminio e Della Vittoria.

## Descrizione
Progettato da Augusto Antonelli (con il nome di ponte delle Milizie), fu iniziato nel 1924 e completato cinque anni dopo; fu inaugurato il 21 aprile 1929 come ponte del Littorio.
Nel secondo dopoguerra fu dedicato a Giacomo Matteotti, rapito nelle vicinanze del ponte.
Presenta tre arcate in muratura ed è lungo circa 138 metri.

## Trasporti
Il ponte è percorso dal tram 19.